# Batalha de Almansa
A Batalha de Almansa, travada em 25 de abril de 1707, foi um dos combates mais decisivos da Guerra da Sucessão Espanhola. Em Almansa, o exército franco-espanhol, sob o comando do duque de Berwick derrotou as forças aliadas de Portugal, Grã-Bretanha e das Províncias Unidas liderada por Henri de Massue, I Conde de Galway, recuperando a maior parte do leste da Espanha para os Bourbons.
O conflito é descrito como "provavelmente a única batalha na história em que as forças britânicas foram comandadas por um francês, e as forças francesas por um britânico."

## A batalha
A batalha começou às 15 horas do dia 25 de abril . Os aliados, partidários do arquiduque Carlos, alinharam 42 batalhões de infantaria, cada um composto de 400 homens e 60 esquadrões de cavalaria de 100 cavaleiros cada, enquanto os borbónicos dispunham de 50 batalhões de infantaria e 81 esquadrões de cavalaria, formando dois exércitos com duas linhas de profundidade. O exército Bourbon de cerca de 25 000 homens era composto por tropas espanholas e francesas em igual proporção, bem como um regimento irlandês.
A batalha começou com fogo de artilharia. Quando Galway enviou suas reservas para um ataque ao centro de Bourbon, Berwick desencadeou uma grande força de cavalaria franco-espanhola contra as enfraquecidas linhas anglo-portuguesas, varrendo a cavalaria portuguesa. Quando o pânico geral se instalou, só as forças portuguesas lutavam, sendo cercadas em três lados, acabaram de se render ao anoitecer. Galway perdeu 5 000 homens e 12 000 foram feitos prisioneiros; do seu exército de 22 000, apenas 5 000 escaparam para Tortosa.[carece de fontes?]

## Consequências
A vitória filipista em Almansa significou um grande passo na consolidação do domínio borbónico em Espanha. Com o principal exército pro-Habsburgo na península, o duque de Anjou toma a iniciativa e James Fitz-James Stuart dirige-se para o Ebro enquanto François Bidal de Asfeld se encarrega de capturar as cidades do sul do Reino de Valência. A partir de então, apenas a Catalunha e as Ilhas Baleares manteriam a sua fidelidade ao Arquiduque Carlos, porquanto os ingleses e o próprio arquiduque, que havia herdado o império aquando da morte do seu irmão José I, perdem interesse pelo conflito e acabam por assinar o Tratado de Utreque em 1713. A guerra duraria até 1715, ano da rendição das Pitiusas.
Finalizada a guerra, o monarca empreende uma profunda reforma administrativa do Estado, de caráter centralista. Significa isto o enfortecimento do Conselho de Castela e, em 1716, o Decreto do Novo Plano à Coroa de Aragão, pelo qual se dissolvem as suas principais instituições e se reduz ao mínimo a sua autonomia. A cidade de Játiva é queimada e tem o seu nome mudado para San Felipe, como forma de punição. Em memória desses fatos, ainda hoje o retrato do monarca Felipe V, de cabeça para baixo, está em exposição no museu local de L'Almodí.
A batalha perdura no imaginário valenciano, através de celebrações anuais a 25 de abril reivindicativas do nacionalismo e valencianismo e particularmente através de um dito popular na atual Comunidade Valenciana que relembra a derrota, Quan el mal ve d'Almansa, a tots alcança ("Quando o mal vem de Almansa, a todos alcança").